# Thalassodes viridifascia
Thalassodes viridifascia là một loài bướm đêm trong họ Geometridae.